# Чемпіонат України з велоспорту на шосе
Чемпіонат України з велоспорту на шосе — змагання з шосейного велоспорту в Україні, які щорічно проводяться з 1992 року. Чемпіонат окремо проводиться серед чоловіків (окремо в категорії «Еліта», серед чоловіків віком до 23 років та юніорів) та жінок (окремо в категорії «Еліта» та серед юніорок), в індивідуальній гонці на час та в груповій гонці.
Метою змагань є відбір спортсменів, які представлятимуть Україну на міжнародних змаганнях — чемпіонатах світу та Європи, кубках світу та Європи, Олімпійських іграх.

## Список чемпіонатів

### Жінки (Еліта)

#### Індивідуальна гонка на час
Найбільше перемог у чемпіонаті серед жінок в індивідуальній гонці на час здобули Євгенія Висоцька та Валерія Кононенко. Кожна ставала чемпіонкою тричі: Євгенія Висоцька — у 2009, 2016 та 2017 роках, Валерія Кононенко — у 2013, 2018 та 2019 роках.
| Рік  | Дата проведення | Місце проведення | Чемпіон            | 2-ге місце           | 3-тє місце           | Джерела                  |
| 1995 | 16 липня        |                  | Олена Чалих        | Тамара Полякова      | Наталія Кіщук        | [ 4 ]                    |
| 1996 | 13 вересня      |                  | Тамара Полякова    | Валентина Карпенко   | Людмила Бавикіна     | [ 4 ]                    |
| 1997 | 14 вересня      |                  | Валентина Карпенко | Олена Будовицька     | Тамара Полякова      | [ 4 ]                    |
| 1998 | 5 вересня       |                  | Тамара Полякова    | Валентина Карпенко   | Юлія Муренька        | [ 4 ]                    |
| 1999 | 9 серпня        |                  | Юлія Муренька      | Валентина Карпенко   | Олена Будовицька     | [ 4 ]                    |
| 2000 | 25 червня       |                  | Валентина Карпенко | Наталія Качалка      | Тамара Полякова      | [ 4 ]                    |
| 2001 | 25 червня       |                  | Тетяна Андрущенко  | Тетяна Стяжкіна      | Ірина Чужинова       | [ 4 ]                    |
| 2002 | 25 червня       |                  | Тетяна Стяжкіна    | Тетяна Андрущенко    | Наталія Качалка      | [ 4 ]                    |
| 2003 | н/д             | н/д              | н/д                | н/д                  | н/д                  | н/д                      |
| 2004 | н/д             | н/д              | н/д                | н/д                  | н/д                  | н/д                      |
| 2005 | 26 червня       |                  | Ірина Шпильова     | Катерина Красова     |                      | [ 4 ] [ 13 ]             |
| 2006 | 23 червня       |                  | Ірина Шпильова     | Тетяна Стяжкіна      | Катерина Красова     | [ 4 ] [ 13 ]             |
| 2007 | 29 червня       |                  | Леся Калітовська   | Світлана Галюк       | Єлизавета Бочкарьова | [ 4 ] [ 13 ]             |
| 2008 | 26 червня       | Севастополь      | Тетяна Стяжкіна    | Леся Калітовська     | Євгенія Висоцька     | [ 4 ] [ 13 ]             |
| 2009 | 25 червня       | Феодосія         | Євгенія Висоцька   | Ірина Шпильова       | Олена Шарга          | [ 4 ] [ 13 ]             |
| 2010 | 25 червня       | Севастополь      | Ганна Соловей      | Світлана Галюк       | Євгенія Висоцька     | [ 4 ] [ 13 ]             |
| 2011 | 24 червня       | Чернівці         | Світлана Галюк     | Єлизавета Бочкарьова | Олена Павлухіна      | [ 4 ] [ 13 ]             |
| 2012 | 21 червня       | Біла Церква      | Анна Нагірна       | Олена Павлухіна      | Євгенія Висоцька     | [ 4 ] [ 13 ]             |
| 2013 | 19 червня       | Феодосія         | Валерія Кононенко  | Іванна Боровиченко   | Олена Шарга          | [ 4 ] [ 13 ]             |
| 2014 | 27 червня       | Біла Церква      | Тетяна Рябченко    | Валерія Кононенко    | Інна Метальникова    | [ 4 ] [ 13 ]             |
| 2015 | 25 червня       | Тараща           | Ганна Соловей      | Тетяна Рябченко      | Олена Шарга          | [ 4 ] [ 13 ]             |
| 2016 | 22 червня       | Буковель         | Євгенія Висоцька   | Ганна Соловей        | Тетяна Рябченко      | [ 4 ] [ 13 ] [ 2 ] [ 1 ] |
| 2017 | 20 червня       | Івано-Франківськ | Євгенія Висоцька   | Ганна Соловей        | Тетяна Рябченко      | [ 4 ] [ 13 ]             |
| 2018 | 18 червня       | Богуслав         | Валерія Кононенко  | Олена Шарга          | Ольга Шекель         | [ 4 ] [ 13 ]             |
| 2019 | 26 червня       |                  | Валерія Кононенко  | Тетяна Рябченко      | Ольга Шекель         | [ 4 ] [ 13 ]             |
| 2020 | 5 серпня        |                  | Ольга Шекель       | Валерія Кононенко    | Євгенія Висоцька     | [ 13 ]                   |
| 2021 |                 |                  | Ольга Шекель       |                      |                      | [ 14 ]                   |

#### Групова гонка
Найбільше перемог у чемпіонаті серед жінок у груповій гонці здобула Євгенія Висоцька. Вона ставала чемпіонкою чотири рази — у 1997, 2009, 2016 та 2017 роках.
| Рік  | Дата проведення | Місце проведення | Чемпіон              | 2-ге місце           | 3-тє місце         | Джерела                   |
| 1992 | 9 серпня        |                  | Наталія Юганюк       | Олена Огуй           | Наталія Кіщук      | [ 15 ]                    |
| 1993 | н/д             | н/д              | н/д                  | н/д                  | н/д                | н/д                       |
| 1994 | н/д             | н/д              | н/д                  | н/д                  | н/д                | н/д                       |
| 1995 | 17 липня        |                  | Наталія Кіщук        | Юлія Муренька        | Олена Огуй         | [ 15 ]                    |
| 1996 | 15 вересня      |                  | Тамара Полякова      | Валентина Карпенко   | Наталія Кіщук      | [ 15 ]                    |
| 1997 | 12 вересня      |                  | Євгенія Висоцька     | Юлія Муренька        | Наталія Кіщук      | [ 15 ]                    |
| 1998 | 6 вересня       |                  | Тамара Полякова      | Наталія Кіщук        | Ольга Свирчук      | [ 15 ]                    |
| 1999 | 25 червня       |                  | Ганна Боголуцька     | Тамара Полякова      | Наталія Кіщук      | [ 15 ]                    |
| 2000 | 27 червня       |                  | Оксана Саприкіна     | Валентина Карпенко   | Ірина Чужинова     | [ 15 ]                    |
| 2001 | 27 червня       |                  | Тетяна Стяжкіна      | Тетяна Андрущенко    | Наталія Кіщук      | [ 15 ]                    |
| 2002 | 27 червня       |                  | Валентина Карпенко   | Тетяна Стяжкіна      | Наталія Качалка    | [ 15 ]                    |
| 2003 | 28 червня       |                  | Наталія Качалка      | Валентина Карпенко   | Ірина Чужинова     | [ 15 ]                    |
| 2004 | н/д             | н/д              | н/д                  | н/д                  | н/д                | н/д                       |
| 2005 | 26 червня       |                  | Валентина Карпенко   | Світлана Семчук      | Ніна Овчаренко     | [ 15 ] [ 26 ]             |
| 2006 | 24 червня       |                  | Єлизавета Бочкарьова | Надія Савкіна        | Ірина Шпильова     | [ 15 ] [ 26 ]             |
| 2007 | 30 червня       |                  | Єлизавета Бочкарьова | Оксана Михайлівна    | Ірина Шпильова     | [ 15 ] [ 26 ]             |
| 2008 | 28 червня       | Севастополь      | Тетяна Стяжкіна      | Оксана Михайлівна    | Євгенія Висоцька   | [ 15 ] [ 26 ]             |
| 2009 | 28 червня       | Феодосія         | Євгенія Висоцька     | Ніна Овчаренко       | Оксана Михайлівна  | [ 15 ] [ 26 ]             |
| 2010 | 26 червня       | Севастополь      | Ніна Овчаренко       | Світлана Галюк       | Леся Калітовська   | [ 15 ] [ 26 ]             |
| 2011 | 25 червня       | Чернівці         | Тетяна Рябченко      | Єлизавета Бочкарьова | Євгенія Висоцька   | [ 15 ] [ 26 ]             |
| 2012 | 23 червня       | Біла Церква      | Олена Андрук         | Ніна Овчаренко       | Іванна Боровиченко | [ 15 ] [ 26 ]             |
| 2013 | 21 червня       | Феодосія         | Єлизавета Ошуркова   | Євгенія Висоцька     | Анна Нагірна       | [ 15 ] [ 26 ]             |
| 2014 | 29 червня       | Біла Церква      | Тетяна Рябченко      | Валерія Кононенко    | Марина Іванюк      | [ 15 ] [ 26 ]             |
| 2015 | 27 червня       | Тараща           | Тетяна Рябченко      | Олена Демидова       | Ганна Соловей      | [ 15 ] [ 26 ]             |
| 2016 | 25 червня       | Буковель         | Євгенія Висоцька     | Тетяна Рябченко      | Ганна Соловей      | [ 15 ] [ 26 ] [ 2 ] [ 1 ] |
| 2017 | 24 червня       | Івано-Франківськ | Євгенія Висоцька     | Тетяна Рябченко      | Ольга Шекель       | [ 15 ] [ 26 ]             |
| 2018 | 23 червня       |                  | Ольга Шекель         | Ірина Семенова       | Валерія Кононенко  | [ 15 ] [ 26 ]             |
| 2019 | 29 червня       |                  | Ольга Шекель         | Валерія Кононенко    | Олена Шарга        | [ 15 ] [ 26 ]             |
| 2020 | 7 серпня        |                  | Анна Нагірна         | Юрія Бірюкова        | Ольга Шекель       | [ 26 ]                    |
| 2021 |                 |                  | Ольга Шекель         | Валерія Кононенко    | Олена Шарга        | [ 14 ]                    |

### Жінки (юніорки)

#### Індивідуальна гонка на час
| Рік  | Дата проведення | Місце проведення | Чемпіон       | 2-ге місце       | 3-тє місце        | Джерела |
| 2016 | 8 липня         | Біла Церква      | Діана Ярова   | Вероніка Шут     | Вероніка Червоняк | [ 27 ]  |
| 2017 | 21 червня       | Івано-Франківськ | Ольга Кулинич | Вероніка Шут     | Дарина Беляк      | [ 28 ]  |
| 2018 | 18 червня       |                  | Ольга Кулинич | Тетяна Ященко    | Яна Линник        | [ 29 ]  |
| 2019 | 25 червня       | Озерна           | Алла Марущук  | Яна Линник       | Дарина Нагуляк    | [ 30 ]  |
| 2020 | 5 серпня        |                  | Алла Марущук  | Наталія Сафронюк | Вікторія Бондар   | [ 31 ]  |

#### Групова гонка
| Рік  | Дата проведення | Місце проведення | Чемпіон            | 2-ге місце      | 3-тє місце         | Джерела |
| 2014 | 27 червня       |                  | Ніна Грузевич      | Діана Гулик     | Вікторія Лобан     | [ 32 ]  |
| 2015 | ?               |                  | ?                  |                 |                    |         |
| 2016 | 10 липня        | Біла Церква      | Вікторія Мельничук | Ніна Грузевич   | Єлизавета Топчанюк | [ 33 ]  |
| 2017 | 24 червня       | Івано-Франківськ | Ольга Кулинич      | Вероніка Шут    | Анастасія Калашник | [ 34 ]  |
| 2018 | 18 червня       |                  | Ольга Кулинич      | Тетяна Ященко   | Вікторія Пархом'юк | [ 35 ]  |
| 2019 | 28 червня       | Чабани           | Вікторія Пархом'юк | Соломія Лукачук | Сніжана Фарщук     | [ 36 ]  |
| 2020 | 8 серпня        |                  | Єлизавета Голод    | Анна Колижук    | Софія Шевченко     | [ 37 ]  |
| 2021 | 19 червня       |                  | Анна Колижук       | Олена Ребракова | Єлизавета Голод    | [ 38 ]  |

### Чоловіки (Еліта)

#### Індивідуальна гонка на час
Найбільше перемог у чемпіонаті серед чоловіків в індивідуальній гонці на час здобув Андрій Грівко. Він ставав чемпіоном шість разів — у 2005, 2006, 2008, 2009, 2012 та 2018 роках.
| Рік  | Дата проведення | Місце проведення | Чемпіон            | 2-ге місце         | 3-тє місце         | Джерела                   |
| 1997 | 29 червня       |                  | Сергій Авдєєв      | Руслан Підгорний   | Густов Володимир   | [ 39 ]                    |
| 1998 | 29 червня       |                  | Сергій Гончар      | Юрій Кривцов       | Сергій Авдєєв      | [ 39 ]                    |
| 1999 | 24 червня       |                  | Сергій Матвєєв     | Станіслав Нефедов  | Андрій Яцунко      | [ 39 ] [ 42 ]             |
| 2000 | 22 червня       |                  | Сергій Гончар      | Олександр Клименко | Олександр Дикий    | [ 39 ] [ 42 ]             |
| 2001 | 28 червня       |                  | Сергій Гончар      | Олександр Клименко | Юрій Кривцов       | [ 39 ] [ 42 ]             |
| 2002 | 28 червня       |                  | Сергій Гончар      | Богдан Бондарєв    | Сергій Матвєєв     | [ 39 ] [ 42 ]             |
| 2003 | 27 червня       |                  | Сергій Матвєєв     | Сергій Гончар      | Юрій Кривцов       | [ 39 ] [ 42 ]             |
| 2004 | 25 червня       |                  | Юрій Кривцов       | Сергій Матвєєв     | Сергій Гончар      | [ 39 ] [ 42 ]             |
| 2005 | 24 червня       |                  | Андрій Грівко      | Сергій Матвєєв     | Володимир Білека   | [ 39 ] [ 42 ]             |
| 2006 | 23 червня       | Біла Церква      | Андрій Грівко      | Юрій Кривцов       | Володимир Білека   | [ 39 ] [ 42 ]             |
| 2007 | 29 червня       |                  | Володимир Дюдя     | Сергій Матвєєв     | Грабовський Дмитро | [ 39 ] [ 42 ]             |
| 2008 | 26 червня       | Севастополь      | Андрій Грівко      | Сергій Матвєєв     | Денис Костюк       | [ 39 ] [ 42 ]             |
| 2009 | 25 червня       |                  | Андрій Грівко      | Грабовський Дмитро | Олександр Квачук   | [ 39 ] [ 42 ]             |
| 2010 | 25 червня       | Севастополь      | Віталій Попков     | Юрій Кривцов       | Андрій Василюк     | [ 39 ] [ 42 ]             |
| 2011 | 24 червня       | Чернівці         | Олександр Квачук   | Олег Чужда         | Володимир Білека   | [ 39 ] [ 42 ]             |
| 2012 | 22 червня       | Біла Церква      | Андрій Грівко      | Михайло Кононенко  | Сергій Лагкуті     | [ 39 ] [ 42 ]             |
| 2013 | 20 червня       | Феодосія         | Андрій Василюк     | Андрій Грівко      | Михайло Кононенко  | [ 39 ] [ 42 ]             |
| 2014 | 27 червня       | Біла Церква      | Андрій Василюк     | Михайло Кононенко  | Володимир Когут    | [ 39 ] [ 42 ]             |
| 2015 | 26 червня       | Богуслав         | Сергій Лагкуті     | Андрій Хрипта      | Андрій Василюк     | [ 39 ] [ 42 ]             |
| 2016 | 23 червня       | Буковель         | Андрій Василюк     | Андрій Хрипта      | Олександр Превар   | [ 39 ] [ 42 ] [ 2 ] [ 1 ] |
| 2017 | 21 червня       | Івано-Франківськ | Олександр Поливода | Андрій Василюк     | Олександр Превар   | [ 39 ] [ 42 ]             |
| 2018 | 20 червня       | Богуслав         | Андрій Грівко      | Михайло Кононенко  | Олександр Головаш  | [ 39 ] [ 42 ]             |
| 2019 | 27 червня       | Біла Церква      | Марк Падун         | Андрій Василюк     | Олександр Головаш  | [ 39 ] [ 42 ]             |
| 2020 | 6 серпня        |                  | Михайло Кононенко  | Олександр Головаш  | Андрій Василюк     | [ 39 ] [ 42 ]             |
| 2021 | 17 червня       |                  | Михайло Кононенко  | Олександр Головаш  | Віталій Гринів     | [ 43 ] [ 42 ]             |

#### Групова гонка
| Рік  | Дата проведення | Місце проведення | Чемпіон              | 2-ге місце           | 3-тє місце              | Джерела                   |
| 1992 | 28 червня       |                  | Володимир Пульников  | Євгеній Загребельний | Олег Чужда              | [ 45 ]                    |
| 1993 | н/д             | н/д              | н/д                  | н/д                  | н/д                     | н/д                       |
| 1994 | н/д             | н/д              | н/д                  | н/д                  | н/д                     | н/д                       |
| 1995 | н/д             | н/д              | н/д                  | н/д                  | н/д                     | н/д                       |
| 1996 | 22 червня       |                  | Олег Панков          | Михайло Халілов      | Олександр Марковниченко | [ 45 ]                    |
| 1997 | 25 червня       |                  | Юрій Прокопенко      | Андрій Корольов      | Сергій Бодачьов         | [ 45 ]                    |
| 1998 | 25 червня       |                  | Володимир Дума       | Василь Зайка         | Дмитро Шипак            | [ 45 ]                    |
| 1999 | 27 червня       |                  | Олександр Феденко    | Олег Панков          | Руслан Підгорний        | [ 45 ] [ 49 ]             |
| 2000 | 25 червня       |                  | Володимир Дума       | Густов Володимир     | Валерій Кобзаренко      | [ 45 ] [ 49 ]             |
| 2001 | 1 липня         |                  | Кирило Поспєєв       | Сергій Савельєв      | Сергій Авдєєв           | [ 45 ] [ 49 ]             |
| 2002 | 30 червня       |                  | Олександр Клименко   | Руслан Підгорний     | Олексій Наказний        | [ 45 ] [ 49 ]             |
| 2003 | 29 червня       |                  | Сергій Гончар        | Сергій Матвєєв       | Максим Руденко          | [ 45 ] [ 49 ]             |
| 2004 | 27 червня       |                  | Олег Рубан           | Володимир Дума       | Денис Костюк            | [ 45 ] [ 49 ]             |
| 2005 | 26 червня       |                  | Михайло Халілов      | Роман Луговий        | Олександр Квачук        | [ 45 ] [ 49 ]             |
| 2006 | 25 червня       | Біла Церква      | Володимир Загородній | Володимир Старчик    | Денис Костюк            | [ 45 ] [ 49 ]             |
| 2007 | 1 липня         |                  | Володимир Загородній | Руслан Підгорний     | Михайло Халілов         | [ 45 ] [ 49 ]             |
| 2008 | 29 червня       | Севастополь      | Руслан Підгорний     | Денис Костюк         | Володимир Загородній    | [ 45 ] [ 49 ]             |
| 2009 | 28 червня       |                  | Володимир Старчик    | Олександр Квачук     | Руслан Підгорний        | [ 45 ] [ 49 ]             |
| 2010 | 27 червня       | Севастополь      | Віталій Попков       | Руслан Підгорний     | Олександр Шейдик        | [ 45 ] [ 49 ]             |
| 2011 | 26 червня       | Чернівці         | Олександр Квачук     | Анатолій Пахтусов    | Олександр Поливода      | [ 45 ] [ 49 ]             |
| 2012 | 24 червня       | Біла Церква      | Андрій Грівко        | Дмитро Кривцов       | Олександр Поливода      | [ 45 ] [ 49 ]             |
| 2013 | 23 червня       | Феодосія         | Денис Костюк         | Віталій Буц          | Володимир Загородній    | [ 45 ] [ 49 ]             |
| 2014 | 29 червня       | Біла Церква      | Віталій Буц          | Денис Костюк         | Дмитро Кривцов          | [ 45 ] [ 49 ]             |
| 2015 | 28 червня       | Богуслав         | Михайло Кононенко    | Денис Костюк         | Олександр Поливода      | [ 45 ] [ 49 ]             |
| 2016 | 26 червня       | Буковель         | Олександр Поливода   | Віталій Буц          | Денис Костюк            | [ 45 ] [ 49 ] [ 2 ] [ 1 ] |
| 2017 | 25 червня       | Івано-Франківськ | Віталій Буц          | Андрій Братащук      | Олександр Поливода      | [ 45 ] [ 49 ]             |
| 2018 | 24 червня       | Богуслав         | Олександр Поливода   | Андрій Братащук      | Максим Васильєв         | [ 45 ] [ 49 ]             |
| 2019 | 30 червня       | Біла Церква      | Андрій Кулик         | Олександр Поливода   | Михайло Кононенко       | [ 45 ] [ 49 ]             |
| 2020 | 9 серпня        |                  | Михайло Кононенко    | Анатолій Будяк       | Олександр Головаш       | [ 45 ] [ 49 ]             |
| 2021 | 20 червня       |                  | Андрій Пономар       | Анатолій Будяк       | Андрій Кулик            | [ 49 ]                    |

### Чоловіки (до 23 років)

#### Індивідуальна гонка на час
| Рік  | Дата проведення | Місце проведення | Чемпіон            | 2-ге місце        | 3-тє місце           | Джерела            |
| 2012 | 21 червня       | Біла Церква      | Олександр Головаш  | Олександр Лобов   | Андрій Орлов         | [ 50 ]             |
| 2013 | 20 червня       | Феодосія         | Олександр Головаш  | Марлен Зморка     | Сергій Шумілов       | [ 51 ]             |
| 2014 | 26 червня       |                  | Марлен Зморка      | Володимир Фредюк  | Віталій Гринів       | [ 52 ]             |
| 2015 | 26 червня       | Богуслав         | Марлен Зморка      |                   |                      | [ 53 ]             |
| 2016 | 22 червня       | Буковель         | Марк Падун         | Костянтин Рибарук | Ілля Клепіков        | [ 2 ] [ 1 ] [ 54 ] |
| 2017 | 20 червня       | Івано-Франківськ | Тимур Малєєв       | Віктор Шевцов     | Владислав Солтасюк   | [ 55 ]             |
| 2018 | 20 червня       |                  | Віктор Шевцов      | Тимур Малєєв      | Віталій Новаковський | [ 56 ]             |
| 2019 | 25 червня       | Озерна           | Владислав Солтасюк | Владислав Зубар   | Кирило Царенко       | [ 57 ]             |
| 2020 | 6 серпня        |                  | Кирило Царенко     | Максим Білий      | Олександр Шевченко   | [ 58 ]             |
| 2021 | 17 червня       |                  | Кирило Царенко     | Микита Яковлев    | Данило Нікулін       | [ 59 ]             |

#### Групова гонка
| Рік  | Дата проведення | Місце проведення | Чемпіон            | 2-ге місце           | 3-тє місце         | Джерела            |
| 2012 | 23 червня       | Біла Церква      | Олександр Головаш  | Максим Васильєв      | Марлен Зморка      | [ 60 ]             |
| 2013 | 22 червня       | Феодосія         | Михайло Полікарпов | Владислав Бакуменко  | Роман Бузиле       | [ 61 ]             |
| 2014 | 28 червня       |                  | Валерій Тарадай    | Роман Бузиле         | Михайло Полікарпов | [ 62 ]             |
| 2015 | 27 червня       | Тараща           | Сергій Козаченко   | Ілля Клепіков        | Тимур Малєєв       | [ 63 ]             |
| 2016 | 24 червня       | Буковель         | Тимур Малєєв       | Валерій Тарадай      | Рінат Удот         | [ 2 ] [ 1 ] [ 64 ] |
| 2017 | 23 червня       |                  | Владислав Солтасюк | Анатолій Будяк       | Тимур Малєєв       | [ 65 ]             |
| 2018 | 24 червня       |                  | Олександр Шевченко | Даниїл Нікулін       | Владислав Солтасюк | [ 66 ]             |
| 2019 | 24 червня       | Чабани           | Владислав Солтасюк | Віталій Новаковський | Богдан Мусієнко    | [ 67 ]             |
| 2020 | 8 серпня        |                  | Кирило Царенко     | Максим Білий         | Олександр Щипак    | [ 68 ]             |
| 2021 | 19 червня       |                  | Максим Білий       | Данило Нікулін       | Олександр Шевченко | [ 69 ]             |

### Чоловіки (юніори)

#### Індивідуальна гонка на час
| Рік  | Дата проведення | Місце проведення | Чемпіон        | 2-ге місце           | 3-тє місце         | Джерела |
| 2014 | 26 червня       |                  | Марк Падун     | Віталій Новаковський | Назар Лагодич      | [ 70 ]  |
| 2015 | 25 червня       | Тараща           | Назар Лагодич  | Віталій Новаковський | Тарас Шевчук       | [ 71 ]  |
| 2016 | 8 липня         | Біла Церква      | Даниїл Нікулін | Юрій Бурченя         | Ілля Єнєков        | [ 72 ]  |
| 2017 | 20 червня       | Івано-Франківськ | Даниїл Нікулін | Ярослав Паращак      | Тарас Полюлюк      | [ 73 ]  |
| 2018 | 19 червня       |                  | Руслан Кошовий | Олег Канака          | Андрій Пономар     | [ 74 ]  |
| 2019 | 25 червня       | Озерна           | Андрій Пономар | Максим Білій         | Олександр Сметанюк | [ 75 ]  |
| 2020 | 5 серпня        |                  | Максим Вареник | Денис Хотульов       | Гліб Юрченко       | [ 76 ]  |
| 2021 | 16 червня       |                  | Максим Вареник | Дмитро Полупан       | Гліб Юрченко       | [ 77 ]  |